# لانیکس
لانیکس (انگلیسی: Lanix) شرکت الکترونیک مکزیکی است، که در سال ۱۹۹۰ تأسیس شد.